# Beretta AR 70
Il Beretta AR 70 era un fucile d'assalto sviluppato dall'azienda italiana Beretta negli anni settanta, adottato dal 1975 dalla Marina Militare, dall'Aeronautica Militare e dalle forze speciali italiane, sostituito a partire dal 1990 dal Beretta AR 70/90.

## Descrizione tecnica
II fucile AR70 (AR70/.223) è un'arma leggera, con rigatura destrorsa a 4 righe (o 6) con un giro in 304 mm., raffreddata ad aria, a presa di gas, alimentata con caricatore e può sparare in semiautomatico o in automatico.
II fucile spara cartucce 5.56 mm (.223) ed è alimentato con caricatore da 30 colpi. L'AR 70 /.223 è dotato di tromboncino lanciagranate con funzione di spegnifiamma.

## Accessori
Gli accessori disponibili erano:
- baionetta con fodero
- rafforzatore di rinculo
- bipiede
- cinghia